# Bosquejo acerca del estado que alcanzó en todas épocas la literatura en Asturias
Bosquejo acerca del estado que alcanzó en todas épocas la literatura en Asturias, cuyo título se completa con «seguido de una extensa bibliografía de los escritores asturianos», es una obra del erudito e investigador literario español Máximo Fuertes Acevedo, publicada por primera vez en 1885.

## Descripción
La obra, cuyo objetivo, en palabras de Fuertes Acevedo, es «dar á conocer los elementos más principales que forman la Historia literaria de Astúrias», se publicó en forma de libro por primera vez en 1885. Salió entonces de la pacense Tipografía La Industria, a cargo de Felipe Mesía. Antes, el autor la había presentado bajo el título de Ensayo de una biblioteca de escritores asturianos al certamen de bibliografía organizado por la Biblioteca Nacional de España e incluso habían ido viendo la luz algunos segmentos en la Revista de Asturias, pero no había logrado que se publicase.
Fuertes Acevedo traza un recorrido desde la época romana —«Roma, que necesitó sostener una lucha de doscientos años para sujetar á España, no pudo sin embargo, cuando sus legiones dominaban el mundo conocido, sujetar la ruda independencia de los Asturo-Cántabros»— hasta el siglo XIX. A continuación, incluye una bibliografía de más de doscientas páginas, ordenada cronológicamente, cuyo alcance describe con las siguientes palabras: «No todos los escritores asturianos de los diversos siglos figuran en esta Bibliografía; sino los necesarios para poder formar juicio del estado é importancia de nuestra literatura en todos tiempos; pero sí cuantos se han ocupado con mas ó ménos extension de las cosas y asuntos de Asturias». Sánchez Mariana considera que la «obra se nos presenta hoy como muy meritoria y en la época debió resultar excepcional».